# Olga Guriakova
Olga Nikolàievna Guriakova (rus: Ольга Николаевна Гуряко́ва), nascuda el 14 d'abril de 1971 a Novokuznetsk, és una cantant d'òpera russa (soprano).

## Biografia
Diplomada al Conservatori de Moscou (classe d'Irina Maslennikova), el 1994, integrà la companyia del Teatre d'art de MoscouAllà interpretà especialment els papers de Tatiana (Eugeni Oneguin), Mimi (La Bohème), Desdemona (Otello), Thaïs (Thaïs), Micaela (Carmen), Elvira (Ernani), Gorislava (Ruslan i Liudmila) i Militrisa (El conte del tsar Saltan de Rimski-Kórsakov). Participà en els festivals de Ludwigsburg i de Schleswig-Holstein, a Alemanya. Interpretà sovint el War Requiem de Britten sota la direcció de Rostropóvitx. Debutà als Estats Units el 1998 a la Metropolitan Opera fent de María a Mazzeppa (Txaikovski) sota la direcció de Guérguiev. Interpretà al Carnegie Hall el paper de Iolanta (1998) i de Desdemona de nou amb Guérguiev à Frankfurt i a Rímini. El 2000, hom la retroba en el paper de Nataixa Rostova a Guerra i pau de Prokófiev, posada en escena per Francesca Zambello a l'Opéra Bastille, al costat de Nathan Gunn que encarna el príncep BolkonskiA La Scala, canta de nou Maria de Mazeppa (Txaikovski) sota la direcció del mestre Rostropóvitx i el 2005 al festival de Salzburg amb Guérguiev.
La temporada 2009-2010 va actuar al Gran Teatre del Liceu de Barcelona, interpretant el paper de Polina a l'òpera El jugador de Serguei Prokófiev. El 2012, Lev Dodin li oferí el paper de Lisa en la seva adaptació de La dama de piques representada a l'Opéra Bastille.